# Eisenbahnunfall von Ryongchŏn

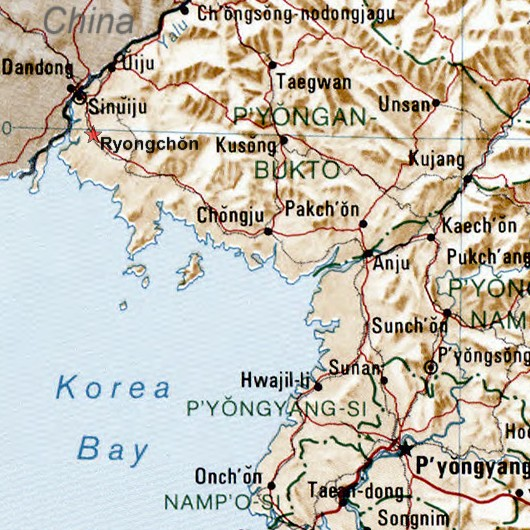
Ort des Unglücks

Der Eisenbahnunfall von Ryongchŏn war ein schwerer Eisenbahnunfall am 22. April 2004 um 12:10 Uhr Ortszeit (4:10 UTC) im Bahnhof der nordkoreanischen Stadt Ryongchŏn. Durch die Explosion eines mit Ammoniumnitrat beladenen Zuges wurden mindestens 161 Menschen getötet, etwa 1300 verletzt und ungefähr 40 Prozent der Innenstadt zerstört.

## Ryongchŏn vor dem Unglück
Ryongchŏn liegt, 20 km von der nordkoreanisch-chinesischen Grenze entfernt, nördlich der Hauptstadt Pjöngjang. Die P’yŏngŭi-Linie, die durch Ryongchŏn führt, verbindet die Hauptstadt mit der Volksrepublik China. Sie wurde zwischen 1906 und 1940 gebaut und stellt eine der wichtigsten Verbindungen Nordkoreas zur Außenwelt dar. Der Bahnhof Ryongchŏn wurde 1939 eröffnet und die Tasado-Linie verzweigt sich vom Bahnhof. Laut einem Korrespondentenbericht im Deutschlandfunk ist es die am meisten befahrene Strecke der nordkoreanischen Eisenbahn. Nordkorea ist von den auf dieser Strecke verkehrenden Güterzügen wirtschaftlich abhängig. Vor dem Unglück liefen 26 Prozent des nordkoreanischen Zugverkehrs über den Bahnhof von Ryongchŏn. Vor allem für den Transport von Getreide, Kohle, Baumaterialien und Fisch ist er wichtig.

## Unglücksursache
Einen Tag nach dem Unglück teilte das nordkoreanische Außenministerium mit, dass beim Rangieren mit Dynamit beladener Waggons diese mit Funken einer defekten Oberleitung in Kontakt gekommen seien und es so zur Explosion gekommen sei.
Zwei Tage nach dem Unglück berichtete die chinesische Nachrichtenagentur Xinhua, unter Berufung auf Angaben nordkoreanischer Beamter, dass auf dem Bahnhof der Stadt Ryongchŏn am 22. April 2004 gegen 13:00 Uhr Ortszeit ein mit Öl beladener Güterzug und ein mit dem Düngemittel Ammoniumnitrat beladener Güterzug beim Rangieren zusammen stießen. Dabei soll eine Oberleitung herabgestürzt sein, wodurch die Ölladung zu brennen angefangen habe und das Ammoniumnitrat zur Detonation gebracht wurde. Ähnlich lautete auch eine Meldung der nordkoreanischen Nachrichtenagentur Koreanische Zentrale Nachrichtenagentur.

## Ausmaß des Unglücks
Nach Angaben von Xinhua wurden insgesamt mindestens 161 Menschen getötet und etwa 1300 verletzt. Unter den Todesopfern sollen 76 Schulkinder gewesen sein. Eine Woche nach der Katastrophe bezifferte Nordkorea die Schäden auf 300 bis 400 Millionen Euro. 40 Prozent der Gebäude des Stadtzentrums wurden zerstört. Nach Angaben des Roten Kreuzes sind im Umkreis von nahezu vier Kilometern 1850 Häuser völlig und 6350 weitere teilweise zerstört worden.
Der Zugverkehr zwischen Pjöngjang und dem chinesischen Grenzbahnhof Dandong war nicht unterbrochen.

## Hilfsmaßnahmen
Am Nachmittag des 23. April bat Nordkorea erstmals nach einem Industrieunglück die Welt um Hilfe.
Zwei Tage nach dem schweren Zugunglück bestätigte Nordkorea die Ereignisse offiziell und veröffentlichte erste Bilder. China und Südkorea hatten Nordkorea unterdessen je eine Million US-Dollar als Soforthilfe zur Verfügung gestellt.
Zwar verhängte Nordkorea nach südkoreanischen Angaben den Notstand, doch die späte und sporadische Berichterstattung nordkoreanischer Behörden sowie die zurückgebliebene und marode Infrastruktur des Landes erschwerten die medizinische Hilfe für die Verletzten. Viele Krankenhäuser haben in weiten Teilen des Landes nur stundenweise Elektrizität und es mangelt an funktionierenden Krankenwagen. Die internationalen Telefonverbindungen in dem betroffenen Gebiet des Landes seien zudem unterbrochen worden. Ausländische Hilfe wurde erst verspätet angenommen. Nach ersten Angaben eines RTL-Korrespondenten aus Peking wurden viele Verletzte in chinesische Krankenhäuser gebracht, da man den Menschen in Nordkorea auf Grund knapper Ressourcen nicht helfen konnte. Hilfslieferungen aus Südkorea mussten auf Anweisung Nordkoreas den Umweg übers Meer in Kauf nehmen, um eine Durchfahrt südkoreanischer Züge durch ganz Nordkorea zu vermeiden. Ausländische Hilfsorganisationen berichteten, dass nordkoreanische Behörden die Bergung von Toten und Verletzten bereits vor Eintreffen ausländischer Helfer abgeschlossen hätten. Die eigene Bevölkerung wurde durch die Behörden erst Tage später und nur sporadisch über das Unglück aufgeklärt.

### Wiederaufbau
Bei einem Besuch der Stadt zwei Monate nach dem Unglück konnte Käthi Zellweger von der Caritas „Wiederaufbauarbeiten in vollem Gang“ vorfinden. Über 10.000 Arbeiter und Soldaten sollen gleichzeitig beim Wiederaufbau – vorrangig von Wohnsiedlungen – geholfen haben. Die Kosten wurden größtenteils von Südkorea getragen. Ein Krankenhausdirektor soll erzählt haben, dass sie „neben Schnittwunden und Augenproblemen vor allem mit psychologischen Beeinträchtigungen zu kämpfen“ hätten.
Im Juli 2005 berichtete Mario Schmidt (ARD-Studio Tokio), dass nur noch wenig an die Katastrophe erinnere. Insbesondere durch ausländische Spenden konnten die 1000 obdachlos gewordenen Familien nach einem halben Jahr in andere Häuser ziehen. Der Leiter der Wiederaufbauarbeiten soll gesagt haben: „In einer Grundschule starben 54 Kinder, auch die Krankenhäuser waren weg. Die Patienten mussten in andere Städte gebracht werden.“

## Spekulationen in den Medien
In den ersten Tagen kam es zu Falschmeldungen in den internationalen Medien. So wurden bis zu 3000 Todesopfer befürchtet. Die BBC berichtete von Theorien, dass es sich bei dem Unglück um ein versuchtes Attentat auf den nordkoreanischen Staatschef Kim Jong-il gehandelt hätte, der den Bahnhof von Ryongchŏn etwa neun Stunden vor dem Unglück passiert hätte. Er befand sich auf der Rückreise von einem Staatsbesuch in China. Diese Theorie wurde aber von südkoreanischer Seite bestritten.